# Яссір Аль-Мусайлім
Яссір Аль-Мусайлім (араб. ياسر المسيليم; нар. 27 лютого 1984, Ель-Хаса) — саудівський футболіст, воротар клубу «Аль-Аглі».
Виступав, зокрема, за клуб «Аль-Аглі», а також національну збірну Саудівської Аравії.

## Клубна кар'єра
Народився 27 лютого 1984 року в місті Ель-Хаса. Вихованець юнацьких команд футбольних клубів «Хаджер» та «Аль-Аглі».
У дорослому футболі дебютував 2005 року виступами за команду клубу «Аль-Аглі», кольори якої захищає й донині.

## Виступи за збірну
У 2006 році дебютував в офіційних матчах у складі національної збірної Саудівської Аравії. Наразі провів у формі головної команди країни 24 матчі.
У складі збірної був учасником кубка Азії з футболу 2007 року у чотирьох країнах відразу, де разом з командою здобув «срібло».

## Досягнення
- Саудівська Прем'єр-ліга:
  -  Чемпіон (1): 2015/16

- Королівський кубок Саудівської Аравії:
  -  Володар (3): 2010/11, 2011/12, 2015/16

- Кубок наслідного принца Саудівської Аравії:
  -  Володар (2): 2006/07, 2014/15

- Кубок Саудівської Федерації футболу:
  -  Володар (1): 2006/07

- Суперкубок Саудівської Аравії:
  -  Володар (1): 2016

- Клубний кубок чемпіонів Перської затоки:
  - Володар (1): 2008

- Срібний призер Кубка Азії: 2007